# Edmonton Gateway
Circonscription électorale fédérale du Canada
Edmonton Gateway est une circonscription électorale fédérale canadienne de l'Alberta située au centre-sud de la région métropolitaine d'Edmonton. Elle est créée en 2023 de parties des circonscriptions d'Edmonton Riverbend, Edmonton Mill Woods et Edmonton—Wetaskiwin.
Les circonscriptions limitrophes sont : 
- au nord : Edmonton Strathcona
- à l'est : Edmonton-Sud-Est
- au sud : Leduc—Wetaskiwin
- à l'ouest : Edmonton Riverbend

## Historique
La circonscription est créée lors du redécoupage électoral de 2022 et est représentée depuis les élections générales de 2025.

## Députés
| Législature                                                                              | Années          | Député               | Parti | Parti                     |
| ---------------------------------------------------------------------------------------- | --------------- | -------------------- | ----- | ------------------------- |
| Edmonton Gateway issue de Edmonton Riverbend, Edmonton Mill Woods et Edmonton—Wetaskiwin |                 |                      |       |                           |
| 45e                                                                                      | 2025 – en cours | Député élu (à venir) |       | Parti politique (à venir) |